# 阿尔德雷
阿尔德雷，是西班牙安达卢西亚自治区格拉纳达省的一个市镇。总面积70平方公里，2001年普查人口總數為751人，人口密度為每平方公里11人。